# ريان ووكر (لاعب دوري الرغبي)
ريان ووكر (بالإنجليزية: Ryan Walker)‏ هو لاعب دوري الرغبي أسترالي، ولد في 1986.